# Заммар
Заммар (араб. زمار‎) — небольшой город на северо-западе Сирии, расположенный на территории мухафазы Халеб. Входит в состав района Джебель-Семъан. Является административным центром одноимённой нахии.

## Географическое положение
Город находится в западной части мухафазы, на высоте 252 метров над уровнем моря.

Заммар расположен на расстоянии приблизительно 30 километров к юго-западу от Алеппо, административного центра провинции и на расстоянии 266 километров к северо-северо-востоку (NNE) от Дамаска, столицы страны.

## Население
По данным официальной переписи 2004 года численность населения города составляла 1919 человек (955 мужчин и 964 женщины).

## Транспорт
Ближайший гражданский аэропорт — Международный аэропорт Алеппо.